# Cherrie (label)
Pour les articles homonymes, voir Cherrie.
Cherrie Records est un label discographique indépendant américain de blues, basé à Daly City, fondé en 1973 par Cleveland White, plus connu sous son nom de scène Schoolboy Cleve (en),.

## Artistes produits
- J.J. Malone,
- Sonny Rhodes.